# Fordlandia
Fordlandia – osada przemysłowa w puszczy amazońskiej, część miasteczka Aveiro w brazylijskim stanie Pará, w pobliżu miasta Santarém, w połowie drogi między Belém a Manaus, nad brzegiem rzeki Tapajós. 
Fordlandia została założona dla 8 tys. mieszkańców na obszarze 14 568 km² przez Henry'ego  Forda w drugiej połowie lat dwudziestych XX wieku, formalnie na mocy decyzji gubernatora Dionisia Bentesa, zatwierdzonej przez Zgromadzenie Ustawodawcze 30 września 1927 roku. Miała stanowić centrum plantacji drzew kauczukowych potrzebnych do otrzymania kauczuku, dostarczanego później do amerykańskich fabryk Forda, potrzebnego do wyprodukowania opon, również do własnych zakładów w São Paulo. Własna plantacja miała na celu pozyskanie surowca tańszego niż kauczuk pochodzący z azjatyckich plantacji. Plany nie zakończyły się sukcesem z powodu klęsk w uprawach i rebelii miejscowych pracowników w 1930.
W mieście zostały wybudowane komfortowe osiedle mieszkaniowe, elektrownia, basen, szkoła, kościół, kino.
W 1944 Walt Disney zrealizował film promocyjny pt. „The Amazon awakens” (Amazonia się budzi).